# NGC 4567 وNGC 4568
في الفهرس العام الجديد NGC 4567&NGC 4568 (الملقبة بالتوائم السيامية أو مجرات الفراشة) هو طقم مجري متفاعل مكون من مجرتين حلزونينين تقع في اتجاه كوكبة العذراء على بعد حوالي 60 مليون سنة ضوئية. اكتشفت كلاهما من قبل ويليام هيرشل في 15 مارس 1784. والمجرتان جزء من عنقود العذراء المجري.ولم يكتشف سوى مستعر أعظم واحد (SN 2004cc) في مجرتي التوائم السيامية عام 2004. تسمي NGC 4567&NGC 4568 «بالتوائم السيامية» نظرا لمظهرهما المتلاصق. القدر الظاهري لهذا النظام (10.9 m) والقدر المطلق (-13.3 M).وتصنف كلتا المجرتين من النوع SA(rs)bc / SA(rs)bc.
المجرات في عملية اصطدام واندماج مع بعضها البعض. وتظهر الدراسات حول توزيع خطوط طيف الهيدروجين والهيدروجين الجزيئي، نشاط تشكل نجوم عال جدا في الجزء الذي تتداخل فيه المجرتان. بالرغم أن النظام لا يزال في مرحلة مبكرة جدا من التفاعل.

## وصلات خارجية
- Spiral Galaxies NGC 4568 and NGC 4567
- The Siamese Twins
- NGC 4567&NGC 4568 على موقع ويكي سكاي: DSS2, SDSS, GALEX, IRAS, Hydrogen α, X-Ray, Astrophoto, Sky Map, Articles and images